# Distrito de Huancané
El distrito de Huancané (en aimara: Wankani pronunciaciónⓘ [wan.ˈka.ni]) es uno de los ocho que conforman la provincia de Huancané, ubicada en el departamento de Puno en el Sureste del Perú.
Desde el punto de vista jerárquico de la Iglesia católica forma parte de la Prelatura de Juli en la Arquidiócesis de Arequipa.

## Historia
Es conocida como tierra Chiriwana (Chirihuana), por haberse desarrollado en dicha zona del lago Titicaca (la zona del distrito de Huancané), la conocida Cultura de los Chiriwanos (Chirihuanos), (Hecho que no esta provado documentariamente, ni por cronistas, salvo autores huancaneños que a mediados del siglo pasado, recrean anécdotas de un casique que habría comandado algunas huestes incas para cobatir a los "Chiriwanos" de la zona pie de montes del Chaco y Paraguay), que se extendió también por zonas de la amazonía. Esta cultura se hace presente también en la zona del Altiplano, junto a las culturas de los Lupacas, Tiwanaku (Tiahuanaco) y Urus (Uros), que habitaron la zona circundante al Lago Titicaca.
Los pobladores de esta zona, antiguamente también han sido conocidos como Matacuras y/o Wala Walas. Uno de los indígenas sobresalientes de esa cultura: Marano Pacco, fue precursor de la liberación de sus congéneres nativos, de los mistis, para lo cual, inicio una rebelión con el fin de lograr una liberación de la opresión a la que hasta ese momento, los habitantes nativos de la zona eran sometidos por los hacendados de la región.

## Geografía
Situado a orillas del lago Titicaca al este de la laguna de Arapa. Limita por el norte con los distritos de  Huatasani y de Inchupalla y también con la Provincia de San Antonio de Putina, Distrito de Pedro Vilca Apaza; por el sur con el lago; por el este con el  Distrito de Vilque Chico; y por el oeste con el Distrito de Taraco y también con la Provincia de Azángaro,  distritos de Chupa y de Samán, separados por la laguna de Arapa.

## Demografía
La población según censo del año 2007 era de 21 089 habitantes.

## Autoridades

### Municipales
2015
- - Alcalde: Efraìn Vilca Callata).
  - Regidores: Hugo Mamani Rafael, Horacio Machaca Chambi, Carlos Alberto Vargas Mamani, Felipe Mamani Canaza, Pastor Eloy Espinoza Machaca, Ana Coasaca Apaza, Daniel R. Zùñiga Cerdan, Pedro Pablo Mantilla Mamani y Platòn Luque Chuquija).
- 2014[2]
  - Alcalde: Feliciano Pérez Machaca, del Movimiento Reforma Regional Andina Integración, Participación Económica y Social (RAICES).
  - Regidores: Gladis Nicolasa Quispe Cari (RAICES), Mélida Vilma Pampa Zamata (RAICES), Javier René Parisuaña Molleapaza (RAICES), Nancy Luque Quispe (RAICES), Efraín Félix Mamani Huanca (RAICES), Silvia Chambi Tula (RAICES), Rogelio Coaquira Condori (Gran Alianza Nacionalista - Popular - Poder Democrático Regional), Miguel Condori Condori (Movimiento Andino Socialista MAS), Omar Vilca Chambi (Movimiento Independiente Unión y Cambio).
- 2012-2013
  - Alcalde: Faustino Mamani Pilco, del Movimiento Reforma Regional Andina Integración, Participación Económica y Social (RAICES),
- 2011-2012
  - Alcalde: Hernán Ulises Bizarro Chipana, del Movimiento Reforma Regional Andina Integración, Participación Económica y Social (RAICES)
  - Regidores: Faustino Mamani Pilco (RAICES), Feliciano Pérez Machaca (RAICES), Gladis Nicolasa Quispe Cari (RAICES), Mélida Vilma Pampa Zamata (RAICES), Javier René Parisuaña Molleapaza (RAICES), Nancy Luque Quispe (RAICES), Rogelio Coaquira Condori (Gran Alianza Nacionalista - Popular - Poder Democrático Regional), Miguel Condori Condori (Movimiento Andino Socialista MAS), Omar Vilca Chambi (Movimiento Independiente Unión y Cambio).
- 2007-2010
  - Alcalde: Álex Gómez Pacoricona.

### Policiales
- Comisario:  PNP

### Religiosas
- Prelatura de Juli[3]
  - Obispo Prelado: Mons. José María Ortega Trinidad.
- Parroquia
  - Párroco: Pbro.